# 2008年新竹人工地震
2008年新竹人工地震發生於2008年3月7日上午1時3分22.9秒（台灣時間），震央位於新竹縣政府東方7.6公里，芮氏規模2.6，深度1公里，最大震度3級。
此次地震為國立中央大學地球科學系為研究台灣地殼結構，進行台灣大地動力學研究計畫（Taiwan Integrated Geodynamics Research，簡稱Taiger計劃），在新竹縣竹東鎮頭前溪河床，鑽井於地下100公尺放置750公斤乳膠炸藥引爆方式，進行人工震源探勘所致。
地震雖未造成傷亡，但新竹縣市廣泛有感，不少民眾從睡夢中驚醒，爆炸導致河床土石飛濺破壞農民田地，新竹市消防局亦出動救災車巡視災情等，並導致竹科部分科技廠機器需重新校正，所幸因為規模很小，也未造成鄰近高鐵新竹六家維修機廠、高鐵頭前溪橋經濟損害。

## 爭議
此次人工造震實驗使用炸藥爆破未通報地方政府機關，新竹縣消防局長林祥欽對外表示，依消防法第14條規定，使用炸藥爆破需向地方政府消防機關申請許可，但新竹縣消防局並未接獲申請。